# Eman
Eman (även Emanne, Emaan, Iman och Iemaan) är ett arabiskt namn som betyder "tro". Namnet är vanligtvis endast ett kvinnonamn i arabisktalande länder. Det förekommer flera gånger i islams heliga skrift Koranen. Även om det är ovanligt finns det också ett antal män som bär namnet Eman, bland annat fotbollsspelaren Eman Mobali från Iran.[källa behövs]
Den 31 december 2014 fanns det totalt 304 kvinnor och 35 män folkbokförda i Sverige med namnet Eman, varav 292 kvinnor och 24 män bar det som tilltalsnamn.
Namnsdag: saknas